# Europa Nostra
Europa Nostra (în română Europa Noastră), federația europeană a patrimoniului cultural, este o mișcare cetățenească pentru salvagardarea patrimoniului cultural și natural european care cunoaște o creștere rapidă. Vocea acestei mișcări este îndreptată către organizațiile internaționale și în special către Uniunea Europeană, Consiliul Europei și UNESCO. Europa Nostra este recunoscută ca fiind o ONG parteneră a UNESCO, cu rol consultativ.
Rețeaua europeană a Europae Nostrae acoperă peste 50 de țări și este compusă din 250 de organizații membre (asociații ale patrimoniului și fundații care adună peste 5 milioane de membri), 150 de organizații asociate (organisme guvernamentale, autorități locale și întreprinderi), și 1500 de membri individuali care susțin în mod direct misiunea asociației Europa Nostra.
Principalele obiective ale Europae Nostrae sunt de a plasa patrimoniul - și beneficiile acestuia - în prim-planul conștiinței publice și de a încuraja autoritățile publice europene și naționale să acorde mai multă importanță patrimoniului. Obiectivele sale specifice sunt de a promova, la nivel european, standarde înalte de calitate pentru conservarea patrimoniului, arhitectură și organizarea urbană și rurală, și de a susține dezvoltarea durabilă și echilibrată a mediului rural și urban, construit și natural. Europa Nostra dorește, de asemenea, să sublinieze importanța patrimoniului cultural ca fundament al identității europene și ca contribuție la întărirea sentimentului de cetățenie europeană.
Europa Nostra a fost fondată în 1963 la inițiativa organizației Italia Nostra ca răspuns la amenințarea la adresa supraviețuirii Veneției din cauza inundațiilor regulate. În 1991, a fuzionat cu Internationales Burgen Institut (în română, „Institutul Internațional al Castelelor”), acesta fiind creat în 1949.
Astăzi, Europa Nostra este prezidată de către mezzosoprana Cecilia Bartoli (Italia), iar Președinte Executiv este Hermann Parzinger (Germania).
Anterior președinte a fost tenorul Plácido Domingo (Spania), iar Președintele său Executiv a fost Denis de Kergorlay (Franța). Precedenții președinți au fost A. S. R. infanta Doña Pilar de Borbón a Spaniei (2007-2009), A. S. R. prințul consort al Danemarcei (1990-2007) și Hans de Koster din Țările de Jos (1984-1990). Activitățile sale sunt coordonate de secretariatul internațional situat la Haga (Țările de Jos) și condus de secretarul general  Sneška Quaedvlieg-Mihailović (Țările de Jos/Serbia). În mai multe țări, secretariatul internațional este asistat în sarcinile sale de delegațiile naționale.

## Lobby pentru patrimoniul cultural
Europa Nostra urmărește să asigure sprijinul necesar pentru patrimoniul cultural la diferitele niveluri ale politicii și finanțării europene. Prin urmare, pledează pentru luarea în considerare a preocupărilor legate de patrimoniul cultural la elaborarea și implementarea politicilor europene și naționale cu impact – direct sau indirect – asupra patrimoniului. Europa Nostra urmărește, de asemenea, să sublinieze importanța și caracterul specific al patrimoniului cultural în programul politic și cultural foarte larg al partenerilor internaționali importanți: și anume Uniunea Europeană, Consiliul Europei și UNESCO.
În martie 2010, Europa Nostra a deschis un birou de legătură la Bruxelles a cărui sarcină este să coordoneze activitățile de lobby față de instituțiile UE și alte organisme europene și internaționale cu sediul la Bruxelles, Strasbourg și Paris.
În timpul Congresului European al Patrimoniului desfășurat la Amsterdam în iunie 2011, Europa Nostra și alte 27 de rețele și organizații europene și internaționale active în domeniul mai larg al patrimoniului cultural au decis să creeze Alianța Europeană pentru Patrimoniu 3.3.

## Premiile pentru Patrimoniul Cultural al Uniunii Europene / Concursul Europa Nostra
Concursul Premiile Uniunii Europene pentru Patrimoniul Cultural/Europa Nostra recunoaște excelența în conservarea patrimoniului cultural, de la restaurarea clădirilor și transformarea acestora pentru noi utilizări până la reabilitarea peisajului rural, interpretările siturilor arheologice și atenția acordată colecțiilor de artă. În plus, ele evidențiază cercetarea științifică, contribuțiile exemplare individuale sau organizaționale la conservarea patrimoniului și proiectele educaționale și de sensibilizare legate de patrimoniul cultural.
Premiile sunt susținute de Comisia Europeană în cadrul Programului Cultural al Uniunii Europene. Acestea sunt organizate de Europa Nostra din 2002.
Aceste premii urmăresc să promoveze standarde înalte și competențe de înaltă calitate în practica conservării și să stimuleze schimburile transfrontaliere în domeniul patrimoniului. Prin „Puterea exemplului”, câștigătorii încurajează, de asemenea, mai multe eforturi și proiecte legate de patrimoniu în întreaga Europă.
Europa Nostra este partenerul principal al „The Best in Heritage”, o prezentare anuală a muzeelor, patrimoniului și proiectelor de conservare premiate, care are loc în a doua jumătate a lunii septembrie în orașul Dubrovnik din Croația  
(inclus în Patrimoniul Mondial).

## Patrimoniul în pericol
Europa Nostra sprijină campaniile naționale și internaționale de conservare și salvgardare a patrimoniului european pe cale de dispariție. În ianuarie 2013, organizația a lansat împreună cu Grupul Băncii Europene de Investiții, reprezentat de Institutul BEI, Programul „Cele 7 cele mai periclitate situri”. Acest program de acțiune catalizator își propune să identifice monumentele și siturile pe cale de dispariție din Europa și să le asigure viitorul prin mobilizarea partenerilor publici și privați la nivel local, național și european. Dintre o listă de 14 situri și monumente întocmite de un juriu internațional care a examinat anterior 40 de cereri de la organizații membre din 21 de țări, 7 au fost desemnate cele mai periclitate situri din Europa pentru anul 2013.
În ultimii ani, Europa Nostra și-a ridicat vocea în special pentru a salva următoarele monumente istorice, situri sau peisaje aflate în pericol în Europa:
- Regiunea Roșia Montană (Transilvania, România) ale cărei patrimoniu și mediu sunt amenințate de un proiect de mine de aur în cariera deschisă[8];
- Situl arheologic roman de la Allianoi (Turcia), amenințat de construcția unui baraj de irigații (situl a dispărut acum sub apă);
- Mont Saint-Michel (Normandia, Franța), amenințat de un proiect de construcție a unor turbine eoliene care ar avea un impact vizual negativ asupra peisajului cultural din jurul Muntelui[9];
- Orașe istorice italiene, în special din regiunea Emilia-Romagna, afectate de cutremure de pământ, în mai 2010[10];
- Vechiul  oraș Aquila și satele din jur (regiunea Abruzzo, Italia), amenințate de diferite grade de distrugere sau deteriorări în urma cutremurului din aprilie 2008;
- Vechiul oraș Famagusta (Cipru, mai precis Republica Turcă a Ciprului de Nord), amenințat de neglijență din cauza conflictului politic;
- Ruinele Primăriei medievale din Berlin (Germania) precum și lămpile cu gaz ale orașului, amenințate de lucrările de infrastructură;
- Piazza Sant’Ambrogio din Milano (Lombardia, Italia), amenințată de proiectul de construcție a unui parking subteran.[11]

## Rețea europeană
Europa Nostra servește drept platformă între diferiții actori care lucrează pentru conservarea, educația, cercetarea, comunicarea și interpretarea patrimoniului cultural. Aceasta permite profesioniștilor din domeniul patrimoniului, voluntarilor și prietenilor din întreaga Europă și nu numai să se întâlnească, să dezbată și să se inspire reciproc. De asemenea, implică factorii de decizie politică, alte rețele europene sau internaționale legate de patrimoniu, studenți și tineri profesioniști în domeniul patrimoniului și publicul larg. Europa Nostra este partener al Wiki Loves Monuments, competiția fotografică promovată de Wikipedia privind patrimoniul cultural.
Europa Nostra organizează anual un Congres european al patrimoniului, care include un forum public pe diverse subiecte legate de patrimoniu de interes pentru întreaga Europă. De asemenea, organizează întâlniri și dezbateri naționale, regionale sau locale la scară mai mică cu ONG-uri de patrimoniu din diferite părți ale Europei. În plus, Consiliul Științific Europa Nostra organizează în fiecare an un simpozion pentru a promova și coordona studii științifice asupra structurilor și clădirilor fortificate antice din Europa.

### Congrese recente și forumuri
- Atena, iunie 2013 : «Europa Nostra la 50 de ani»
- Lisabona, iunie 2012 : «Să salvăm patrimoniul Europei aflat în pericol»
- Amsterdam, iunie 2011 : «Voluntarii: valoare adăugată pentru moștenirea europeană»
- Istanbul, iunie 2010 : «Multipe identități, un patrimoniu comun»
- Taormina, iunie 2009 : «Să salvăm orașele istorice, satele și peisajele din jur ale Europei»
- Newcastle, iunie 2008 : «Să asigurăm viitorul patrimoniului ingineriei europene»
- Stockholm, iunie 2007 : «Gata cu modernismul! Arhitectura modernistă și siturile ca moștenire culturală a Europei»
- La Valetta, mai 2006 : «Turismul cultural: încurajarea și controlul acestuia»
- Bruxelles, decembrie 2006 : «Patrimoniul cultural contează pentru Europa»
- Bergen, iunie 2005 : «Să salvgardăm patrimoniul costier»
- Haga, octombrie 2004 : «Patrimoniu și educație – O perspectivă europeană»

### Colocvii recente ale Consiliului Științific
- Nicosia (Cipru), 2011 : «Conservarea și valorificarea patrimoniului în fostele zone de conflict»
- Istanbul (Turcia), 2010 : «Reutilizarea în epoca modernă a fostelor sate fortificate din Evul Mediu»
- Rodos (Grecia), 2009 «Gestionarea mediului monumental și a reperelor sale, orașul medieval fortificat Rodos»
- Kilkenny (Irlanda), 2008 : «Turnuri și mici castele»
- Belgrad și Petrovaradin (Serbia) : «Fortărețe  bastionate în epoca Vauban »
- Marksburg/Braubach am Rhein (Germania), 2006 : «Reconstrucție sau construcție nouă a castelelor medievale în secolul al XIX-lea»
- Sibiu (România), 2005 : «Bisericile și mănăstirile fortificate»
- Figueres și Roses (Spania), 2004 : «Reutilizarea numeroaselor și redundantelor complexe militare europene»

## Publicații
Europa Nostra publică o revistă anuală, reproiectată în 2010 sub denumirea de «Heritage in Motion» (titlul în românește, „Moștenire în mișcare”) (ISSN 1871-417X). Această revistă conține articole despre părțile interesate din patrimoniul cultural și inițiative din țara sau orașul care găzduiește Congresul anual Europa Nostra. Numele său anterior a fost «European Cultural Heritage Review» (titlul în românește, „Revista patrimoniului cultural european”) (ISSN 1871-417X).
Consiliul Științific Europa Nostra a publicat deja 64 de volume din „Buletinul științific”.